# Lithosia eliesabethae
Lithosia eliesabethae là một loài bướm đêm thuộc phân họ Arctiinae, họ Erebidae.